# 大見幸司
大見 幸司（おおみ こうじ）は、日本の男性フルート奏者。神奈川フィルハーモニー管弦楽団所属。

## 略歴・人物
1978年、法政大学第二高等学校卒業。その後、武蔵野音楽大学を卒業。
草津音楽アカデミーにてアンドレ・ジョネに、アフィニスセミナーにて河野俊子に師事。オーケストラの他に室内楽やソロの分野でも活動を行っている。三浦由美、長谷川博、播博、斎藤賀雄の各氏に師事。
現在、（財）神奈川フィルハーモニー管弦楽団フルート、ピッコロ奏者。桜美林大学非常勤講師。相模原音楽家連盟会員。また、河合沙樹、佐々木寿弘、福田徳子と共に、フルートアンサンブル「FARBENSPIEL」を結成している。